# Трикодер

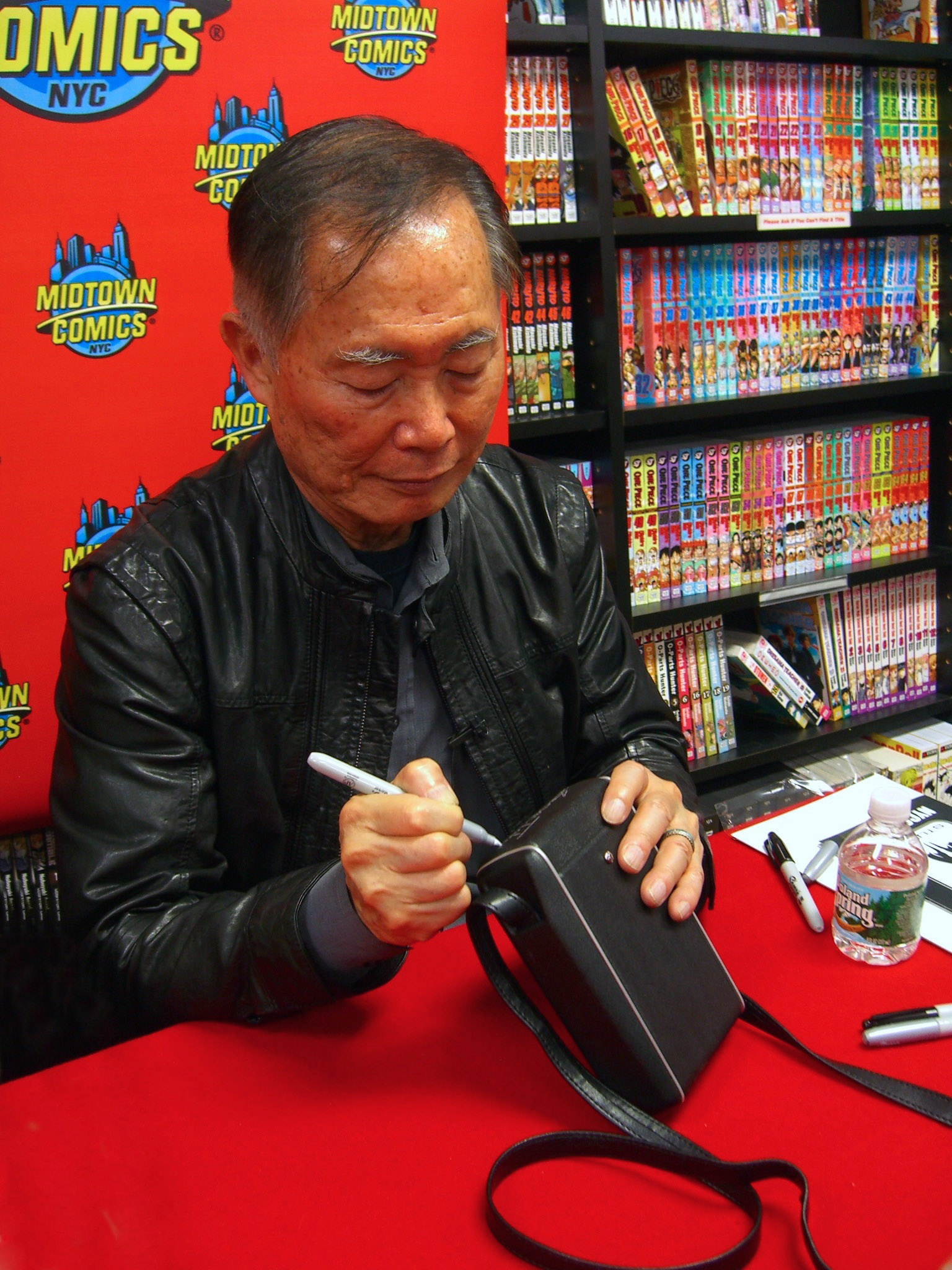
Актер Джордж Такеи оставляет автограф на трикодере в магазине комиксов Мидтаун на Манхэттене

Трикодер (англ. tricorder) — это многофункциональное ручное устройство из научно-фантастической медиафраншизы «Звёздный путь», используемое для сканирования датчиков (окружающей среды), анализа и записи данных. Слово «tricorder» является аббревиатурой от полного названия устройства, «Tri-function reCORDER», ссылаясь на основные функции устройства: зондирование, вычисления и записи.
Три основных варианта трикодера появляются в «Звёздном пути», выпущенном вымышленной организацией Starfleet. Стандартный Трикодер — общецелевой прибор, используемый главным образом для исследования малознакомых областей, проводить детальное изучение живых организмов, записать и проанализировать технические данные. Медицинский Трикодер используется врачами для диагностики заболеваний и сбора телесной информации о пациенте; ключевое различие между этим и стандартным трикодером — съемный ручной сканер высокого разрешения, хранящийся в отсеке трикодера, когда он не используется. Инженерный Трикодер используется для технической диагностики звездолёта. Есть также много других менее используемых разновидностей специальных трикодеров.

## Варианты
Трикодер XXIII-го века, как видно из сериала «Звёздный путь: Оригинальный сериал», представляет собой чёрное прямоугольное устройство с верхней вращающейся крышкой, двумя открывающимися отсеками и плечевым ремнем. Верхняя крышка открывается, при этом открывая небольшой экран и кнопки управления. Судовой врач использует вариант этой модели со съемным «датчиком-зондом», хранящимся в Нижнем отсеке. Зонд фактически был изготовлен из солонки для экономии затрат. Версия XXIV-го века, представленная в сериала «Звёздный путь: Следующее поколение» — это небольшая, серая, ручная модель с откидной панелью для большего экрана. Этот дизайн позже был усовершенствован с немного более угловатым внешним видом, который был замечен в большинстве фильмов эпохи следующего поколения, а также в более поздних сезонах сериалов «Звёздный путь: Глубокий космос 9» и «Звёздный путь: Вояджер».
В эпоху после «Следующего поколения» (фильм «Звёздный путь: Возмездие» и игра Star Trek: Elite Force II) был представлен новый трикодер. Он более плоский, с малым щитком, который раскрывается в верхней части и большим интерфейсом с сенсорным экраном.

## Разработка для сериалов
Основа Трикодера для сериала «Звёздный путь: Оригинальный сериал» была разработана и построена американским дизайнером Вах Минг Чаном, который создал несколько футуристических реквизитов по контракту. Некоторые из его конструкций, как считается, оказали влияние на более поздние, реальные устройства бытовой электроники. Например, его коммуникатор вдохновил изобретателя сотовых телефонов американского инженера и физика Мартина Купера на создание собственной формы мобильного устройства связи. Многие другие компании последовали этому примеру, а реплики в натуральную величину остаются популярными предметами коллекционирования. Трикодер в «Следующем поколении» первоначально был вдохновлен научным калькулятором HP-41C.

## Современные разработки
Существует программное обеспечение для портативных устройств имитации трикодера. Примеры включают в себя Трикодер Джеффа Джеттона для PalmPilot; веб-приложение для Pocket PC, iPhone и iPod Touch; и версию для Android.
Vital Technologies Corporation продала портативное устройство под названием «Официальный Трикодер Звёздного пути Mark 1» (официально TR-107 Tricorder Mark 1) в 1996 году. Его особенностями были «Измеритель электромагнитного поля (ЭДС)», «Двухрежимная метеостанция» (термометр и барометр), «Колориметр» (длина волны не указана), «фотоэкспонометр» и «Звездные часы и таймер» (часы и таймер). Представители заявили, что устройство является «серьезным научным инструментом». Vital Technologies продавали TR-107 ограниченным тиражом в 10 000 экземпляров, прежде чем вышли из бизнеса. Компании было разрешено называть это устройство «трикодером», потому что контракт Джина Родденберри включал пункт, позволяющий любой компании, способной создать функционирующую технологию, использовать имя.
В феврале 2007 года исследователи из американского Университета Пердью публично объявили о своем портативном (размером с портфель) масс-спектрометре на основе DESI, Mini-10, который может быть использован для анализа соединений в условиях окружающей среды без предварительной пробоподготовки. Этот прибор также был назван «Трикодером».
В марте 2008 года Британская биотехнологическая компания QuantuMDx была основана для разработки первой в мире портативной ДНК-лаборатории-молекулярно-диагностического устройства, которое обеспечит диагностику заболеваний менее чем за 15 минут. В марте 2014 года компания запустила краудфандинговую кампанию для поддержки клинических испытаний устройства и его названия. Авторы и представители общественности призвали официально назвать устройство «Трикодером».
В мае 2008 года исследователи из Технологического института Джорджии публично объявили о своем портативном многоспектральном устройстве визуализации, который помогает в определении тяжести ушиба под кожей, включая присутствие гнойников давления, независимо от условий освещения или пигментации кожи. На следующий день после анонса технологические веб-сайты, включая Inside Tech и будущее вещей, начали сравнивать это устройство с Трикодером «Звёздного пути».
10 мая 2011 года фонд по поддержке революционных инноваций X Prize в партнерстве с Qualcomm Incorporated объявили о премии Tricorder X Prize, которая является стимулом в размере 10 миллионов долларов США для разработки мобильного устройства, которое может диагностировать пациентов, также или лучше, чем группа сертифицированных врачей. 12 января 2012 года конкурс был официально открыт на выставке потребительской электроники 2012 года в Лас-Вегасе. Первые участники конкурса — два стартапа Силиконовой долины, Scanadu и Senstore, которые начали работу над медицинским трикодером ещё в начале 2011 года.
23 августа 2011 года приложение для Android Moonblink’s tricorder было подано с уведомлением о нарушении авторских прав юристами CBS, и оно было удалено из Android Market компанией Google. 5 января 2012 года Приложение было возвращено в качестве нового приложения на Android market, хотя без доступа.
В 2012 году исследователь когнитивных наук д-р Питер Янсен объявил о разработке портативного мобильного вычислительного устройства, смоделированного по дизайну трикодера.

## Игрушки и реплики
Первая массовая реплика Трикодера была показана в исследовании Star Trek AMT, установленном в 1974 году, а затем версией размером с ладонь в Ремко 1975 Star Trek Utility Belt, которая продавалась маленьким детям в надежде на успешные продажи связанные с показом по телевизору в это время сериала «Звёздный путь: Анимационный сериал».
Первый в натуральную величину Трикодер был произведен Корпорацией Mego в 1976 году и был на самом деле кассетным магнитофоном выглядевшим как Трикодер. В 1990-х годах реплики «Звёздного пути» были массово произведены Playmates, играя в Mantis и Master Replicas, что впервые сделало коммерчески произведенные реплики доступными для среднего поклонника.